# Dūr Dasht
Dūr Dasht (persiska: دور دشت) är en ort i Iran.   Den ligger i provinsen Kermanshah, i den västra delen av landet, 400 km sydväst om huvudstaden Teheran. Dūr Dasht ligger 1 185 meter över havet och antalet invånare är 304.
Terrängen runt Dūr Dasht är huvudsakligen kuperad. Dūr Dasht ligger nere i en dal. Runt Dūr Dasht är det ganska tätbefolkat, med 58 invånare per kvadratkilometer. Närmaste större samhälle är Cheshmeh Gach, 14,3 km nordväst om Dūr Dasht. Omgivningarna runt Dūr Dasht är i huvudsak ett öppet busklandskap.